# Saranyu
Saranyu (Sanskrit सरण्यू saraṇyu f.) oder Sanjna ist im Hinduismus eine Göttin.

## Mythos
Saranyu ist die Tochter von Tvashtri und die Frau des Sonnengottes Vivasvat und durch diesen die Mutter der Zwillinge Yama und Yami sowie von Manu Vaivasvata. Da ihr Mann unerträglich gleißend hell war, formte sie ein Ebenbild namens Savarna, verwandelte sich in eine Stute und floh. Vivasvat im Glauben Savarna sei seine Frau, zeugte mit dieser den Manu Savarni. Als Vivasvat den Betrug bemerkte, verwandelte er sich in einen Hengst und folgte Saranyu. In Pferdegestalt zeugten sie die göttlichen Zwillinge Ashvins.
Eine alternative Sage nennt sie Sanjna, Tochter von Vishvakarman, der aber mit Tvashtri gleichgesetzt wird. Die Ersatzfrau heißt Chaya (»Schatten«). Vishvakarman schnitt schließlich einen Achtel von der Sonne weg, damit seine Tochter den Glanz ertragen könne. Aus dem abgeschnittenen Teil schmiedete er die Waffen der Götter.

## Indogermanische Ursprünge
Sprachlich wurde versucht Saranyu und die griechischen Erinys, Formen der Demeter, als ursprüngliche indogermanische Göttin herzuleiten.